# Ion Dumitriu-Snagov
Ion Dumitru-Snagov (n. 19 august 1927, Snagov — d. 26 martie 2001, București) a fost un istoric român.

## Biografie
Ion Dumitriu-Snagov, comandor al ordinului Sfântul Grigore cel Mare, a fost elev al Colegiului Național Sfântul Sava din București și student al Facultății de Medicină din Cluj, și-a orientat opțiunile de cercetare științifică în domeniul istoriei, susținându-și licența la Facultatea de Filologie din Universitatea București cu tema „Roma și Luminile culturii române în documentele de arhivă din secolul al XVIII-lea”.
Din 1967 a desfășurat o activitate de studiu în țară împreună cu documentări științifice în India (invitat al Guvernului Indiei), Australia și în restul Europei, valorificate în mai multe articole, conferințe, studii și volume.
Ca bursier al Universității Pontificale Gregoriană din Roma a obținut titlul de doctor în istorie cu lucrarea „Le Saint-Siege et la Roumanie moderne 1850-1866”, fapt care l-a consacrat definitiv în cunoașterea relațiilor dintre România și Vatican.
A lăsat o lucrare neterminată numită „I consigli di Neagoe Basarab al suo figlio Teodosio” la care a lucrat în ultima parte a vieții.

## Lucrări publicate
- 1969: Pelerin la Siva, Bucuresti
- 1973: Românii în arhivele Romei, Secolul XVIII, București
- 1978: India-meridianul Gandhi, București
- 1979: Principatele Romane in secolul XIV-lea - Codex Latinus Parisinus, București
- 1982: Le Saint-Siege et la Roumanie moderne. 1850-1866, Roma
- 1987: La Romania nella diplomazia Vaticana. 1939-1944, Roma
- 1989: Le Saint-Siege et la Roumanie moderne. 1866-1914, Roma
- 1996: Catalogul expoziției Monumenta Romaniae Vaticana,  București
- 1999: România în diplomația Vaticanului. 1939-1944, București

Studii, prefețe, postfete, îngrijiri de ediții
- 1993: România și Vaticanul - Relații diplomatice - 1918 , București
- 1994: Raymund Netzhammer - Arhiepiscop în România, București
- 1999: Moldova '99 - Sărbătoarea bimileniului creștin, București

## Expoziția Monumenta Romaniae Vaticana
Papa Ioan Paul al II-lea a sprijinit inaugurarea în Salonul Sixtin, la 19 ianuarie 1996, a expoziției „Monumenta Romaniae Vaticana” (Mărturii Românești din Vatican), expoziție îngrijită de către profesorul Ion Dumitriu-Snagov, ocazie de readucere în memorie a celor două milenii de creștinism românesc.
- 19 ianuarie - 30 aprilie 1996: Salonul Sixtin, Biblioteca Apostolica Vaticana, Roma
- 26 noiembrie 1996 - 31 mai 1997: Muzeul Național Cotroceni, București

1. 1 2  Ion Dumitriu-Snagov